# Dagmar Zobel
Dagmar Zobel (* 1956 in Karlsruhe) ist eine evangelische Pfarrerin und war bis Mai 2023 Prälatin für den Kirchenkreis Südbaden der Evangelischen Landeskirche Baden.

## Leben und Wirken
Nach dem Abitur in Karlsruhe begann Dagmar Zobel zunächst das Studium der Chemie und Physik, bevor sie sich in evangelischer Theologie an der Universität Heidelberg einschrieb. Ihr Lehrvikariat sowie ihr Pfarrvikariat absolvierte sie in Pforzheim. Anschließend war sie in Stellenteilung mit ihrem Mann Pfarrerin in Markdorf am Bodensee. Von 1999 bis 2011 war sie für die seelsorgliche Ausbildung angehender Pfarrer am Predigerseminar in Heidelberg zuständig.
Dagmar Zobel engagierte sich im landeskirchlichen Zentrum für Seelsorge, in der Notfallseelsorge und in der Vernetzung der Ausbildungsstätten für Pfarrer. Einige Jahre war sie im Vorstand der Internationalen Fachkonferenz der Predigerseminare tätig. Im Mai 2011 wurde sie zur Nachfolgerin von Hans Pfisterer als Prälatin für Südbaden gewählt, das Amt trat sie Ende Oktober 2011 an.
Dagmar Zobel ist verheiratet und Mutter von zwei Töchtern.